# Leadhillit
Leadhillit ist ein selten vorkommendes Mineral aus der Mineralklasse der Carbonate (und Nitrate). Es kristallisiert im monoklinen Kristallsystem mit der chemischen Zusammensetzung Pb4[(OH)2|(CO3)2|SO4] und entwickelt überwiegend pseudohexagonale, tafelige Kristalle, die entweder farblos oder durch Fremdbeimengungen weiß, graugelb oder blassblau gefärbt sein können. Selten finden sich auch in schalige Aggregate.

## Besondere Eigenschaften
Da Leadhillit isomorph mit Susannit und Macphersonit ist, weist er auch vergleichbare Eigenschaften auf. So zeigen einige Stufen unter UV-Licht eine kräftig zitronengelbe Fluoreszenz. Auf Holzkohle vor dem Lötrohr erhitzt schwillt Leadhillit etwas an, färbt sich gelb und reduziert zu Blei. In Salpetersäure löst sich das Mineral brausend unter Abgabe von Kohlendioxid auf. Das zurückbleibende, schlecht lösliche Bleisulfat bildet einen weißen Niederschlag.

## Etymologie und Geschichte
Erstmals beschrieben wurde Leadhillit 1832 von François Sulpice Beudant, der es nach seiner Typlokalität Leadhills („Susannah Mine“) in Schottland benannte.

## Klassifikation
In der veralteten 8. Auflage der Mineralsystematik nach Strunz gehörte der Leadhillit zur Mineralklasse der „Sulfate, Chromate, Molybdate, Wolframate“ und dort zur Abteilung „Wasserfreie Sulfate mit fremden Anionen“, wo er gemeinsam mit Caledonit, Burkeit, Hanksit, Susannit und Wherryit in der „Burkeit-Hanksit-Gruppe“ mit der Systemnummer VI/B.05 steht.
In der zuletzt 2018 überarbeiteten Lapis-Systematik nach Stefan Weiß, die formal auf der alten Systematik von Karl Hugo Strunz in der 8. Auflage basiert, erhielt das Mineral die System- und Mineralnummer VI/B.13-050. Dies entspricht der Klasse der „Sulfate, Chromate, Molybdate und Wolframate“ und dort der Abteilung „Wasserfreie Sulfate, mit fremden Anionen“, wo Leadhillit zusammen mit Grandreefit, Lanarkit, Macphersonit, Olsacherit, Pseudograndreefit und Susannit eine unbenannte Gruppe mit der Systemnummer VI/B.13 bildet.
Die von der International Mineralogical Association (IMA) zuletzt 2009 aktualisierte 9. Auflage der Strunz’schen Mineralsystematik ordnet den Leadhillit in die Klasse der „Carbonate und Nitrate“ und dort in die Abteilung „Carbonate mit zusätzlichen Anionen; ohne H2O“ ein. Hier ist das Mineral in der Unterabteilung „Mit Cl, SO4, PO4“ zu finden, wo es zusammen mit Macphersonit und Susannit die „Leadhillitgruppe“ mit der Systemnummer 5.BF.40 bildet.
In der vorwiegend im englischen Sprachraum gebräuchlichen Systematik der Minerale nach Dana hat Leadhillit die System- und Mineralnummer 17.01.02.01. Das entspricht der Klasse der „Carbonate, Nitrate und Borate“ und dort der Abteilung „Zusammengesetzte Carbonate“. Hier findet er sich innerhalb der Unterabteilung „Zusammengesetzte Carbonate mit verschiedenen Formeln“ als einziges Mitglied in einer unbenannten Gruppe mit der Systemnummer 17.01.02.

## Bildung und Fundorte
Leadhillit bildet sich als typisches Sekundärmineral vorwiegend in der Oxidationszone von Blei-Lagerstätten und tritt dort in Paragenese mit Anglesit, Cerussit, Linarit und anderen sekundären Bleimineralen auf.
Fundorte sind unter anderem New South Wales, Queensland und Tasmanien in Australien; die Provinzen Limburg und Luxemburg in Belgien; Baden-Württemberg (Schwarzwald), Niedersachsen (St. Andreasberg), Nordrhein-Westfalen (Bergisches Land, Siegerland), Rheinland-Pfalz (Eifel), Sachsen-Anhalt (Harz) und Sachsen (Erzgebirge) in Deutschland; verschiedene Regionen in Frankreich; Attika in Griechenland; verschiedene Regionen in Großbritannien; verschiedene Regionen in Italien; Kyūshū in Japan; Oshikoto und Otjozondjupa in Namibia; Kärnten und Steiermark in Österreich; Ostsibirien, Oblast Murmansk und der Ural in Russland; die Kantone Uri und Wallis in der Schweiz; Gauteng und das Nordkap in Südafrika; Böhmen in Tschechien; sowie verschiedene Regionen in den USA.

## Kristallstruktur
Leadhillit kristallisiert im monoklinen Kristallsystem in der Raumgruppe P21/a mit den Gitterparametern a = 9,104 Å, b = 20,792 Å, c = 11,577 Å und β = 90,50°, sowie acht Formeleinheiten pro Elementarzelle.